# 존 프레스톤
존 프레스톤(John Preston, 1587-1628) 영국 성공회 성직자이며 캠 케임브리지 대학교의 마스터였다. 1611년에는 존 코튼의 설교를 듣고 회심하였다. 회심 뒤에 그는 영향력 있는 정치가가 되었다. 법정에서 청교도의 영향력이 커지도록 노력하였다. 언약신학과 믿음의 확신을 강조하였다. 리차드 십스와 존 코튼이 그의 영적 멘토였다. 그의 설교로 토머스 굿윈과 토마스 셰파드가 영향을 받았다.
토마스 아퀴나스의 신학 체계에 대한 방대한 지식 때문에 많은 청교도 신학자들과 구별된다. 프레스톤은 이성과 신앙 사이에 연속성이 있음을 알리기 위해 노력하였고 신앙은 단지 지성을 고양시킨 것이다라는 고대의 가르침을 지지했다.
그의 작품은 뉴잉글랜드 도서관에 주된 장서였다. 윌리암 퍼킨스처럼 위대한 설교자였으며, 그의 사망 뒤 존 데이븐포트, 토머스 굿윈 등이 그의 작품을 주로 편집하였다. (페리 밀러의 광야로의 심부름)
청교도 가운데 프레스톤처럼 보다 더 강하게 언약신학을 호소한 사람은 없다고 평가받고 있다.

## 유명한 글들
- 여러분은 만일 순전한 감성(pure affections)을 갖고 있다면, 이 세상에 있는 모든 것들과 어울리며 살 수 있고, 또한 그것으로 인해 더럽혀지지 않을 수 있습니다. 하지만, 만일 그것들에 대해 비정상적인 정욕(lust)을 갖고 있다면, 그럿은 여러분의 영을 더럽힐 것입니다.
- 신학의 목적은 행동입니다. 그는 설교 때, 교리부분을 너무 길게 하면 용서를 빌곤 하였다.(17세기 뉴잉글랜드의 지성, 48쪽)

## Publications
1. The Saints Daily Exercise; or a ... Treatise of Prayer, 3rd edit. 1629
2. The New Covenant ... XIV Sermons on Genesis xvii. 1, 2, 1629 : 칼빈주의신학과 언약신학을 다룬 중요한 작품으로 17세기 뉴잉글랜드신학에 큰 영향을 주었다. ( 페리 밀러의 광야로의 심부름, 59) 뉴잉글랜드의 신학의 중심에 언약신학을 두게끔 만든 작품이다.
3. Four Sermons, 1630
4. Five Sermons ... before his Majestie, 1630
5. The Breastplate of Faith and Love, 1630
6. The Doctrine of the Saints Infirmities, Amsterdam 1630
7. Life Eternal; or a ... Treatise ... of the Divine ... Attributes in XVII Sermons, 1631
8. The Law Out Lawed, Edinburgh, 1631
9. An Elegant ... Description of Spirituall Life and Death, 1632
10. The Deformed Forme of a Formall Profession, Edinburgh, 1632; London, 1641
11. Sinnes Overthrow; or a ... Treatise of Mortification, 2nd edit. 1633
12. Foure ... Treatises, 1633, including:
1. A Remedy against Covetousness
2. An elegant and Lively Description of Spiritual Life and Death
3. The Doctrine of Selfe-deniall
4. Three Sermons upon the Sacrament
13. The Saints Qualification, 3rd edit. 1634
14. A Liveles Life; or Man's Spirituall Death 3rd edit. 1635
15. A Sermon preached at Lincolnes-Inne, 1635
16. Remaines of ... John Preston, 2nd edit. 1637
17. The Golden Scepter ... Three Treatises, 1638
18. Mount Ebal ... Treatise of the Divine Love, 1638
19. The Saints Submission, 1638
20. The Fulnesse of Christ, 1640
21. The Christian Freedome, 1641
22. De Irresistibilitate Gratise Convertentis. Thesis habita in Scholis Publicis Academies Cantabrigiensis . . . Ex ipsius manuscript, 1643 (in English, The Position of John Preston ... Concerning the Irresistiblenesse of Converting Grace, 1654)
23. Riches of Mercy, 1658

## 참고 문헌
- Jonathan D. Moore, English Hypothetical Universalism: John Preston and the Softening of Reformed Theology (Grand Rapids, MI, William B. Eerdmans, 2007).